# Henry Dunant
Jean Henri Dunant (født 8. maj 1828 i Genève, død 30. oktober 1910 i Heiden), også kendt som Henry Dunant eller Henri Dunant, var en schweizisk forretningsmand og social aktivist.
Dunants liv var fyldt af store kontraster – fra at blive født ind i en velstående familie til at ende livet på et plejehjem, fattig og glemt af omverdenen. I 1859 opsøgte han Kejser Napoleon 3., der deltog i krigen mellem Østrig og Sardinien og blev vidne til slaget ved Solferino og til de såredes lidelser. Han nedskrev sine minder og erfaringer fra dette i Minder fra Solferino; en bog, som blev en stor inspirationskilde for de mennesker, der stiftede Den Internationale Røde Kors-komite (ICRC), en del af Røde Kors. Geneve-konventionen af 1864 var også baseret på Dunants idéer, og i 1901 fik han Nobels fredspris sammen med franskmanden Frédéric Passy.

## Henry Dunants liv

### Opvækst og uddannelse
Dunant blev født i Genève som ældste søn af forretningsmanden Jean-Jacques Dunant og Antoinette Dunant-Colladon. Hans familie viede sit liv til calvinismen og havde betydelig indflydelse på samfundslivet i Genève, hvilket muligvis har lært Dunant om værdien af frivilligt arbejde. Hans far var aktiv i arbejdet med forældreløse, og hans mor arbejdede med de syge og svage. Et besøg i et af byens fængsler fik desuden stor indflydelse på den unge Dunant, idet mødet med de indsatte og deres lidelser blev en stærk oplevelse for ham. Han gav sig til at besøge fængslet om søndagen, hvor han læste højt for fangerne af Bibelen og af rejsebeskrivelser.
Tiden, som Dunant voksede op i, var en tid med religiøs vækkelse (også kendt som Réveil), og som attenårig blev han medlem af Geneves selskab for ydelse af almisser. De følgende år grundlagde han – sammen med venner – La Réunion du jeudi eller Torsdagsklubben, som var en gruppe af unge mænd, der mødtes jævnligt for at studere Bibelen og for at hjælpe de fattige.
I 1844 var der i England blevet grundlagt en kristen ungdomsbevægelse, der på dansk fik navnet KFUM. I Genève hørte man også om dette arbejde og La Réunion de jeudi blev til l'Union de Genève. Der fandtes intet offentligt biblioteksvæsen, og man åbnede derfor en klub, hvor de unge kunne læse bøger og høre foredrag af god kvalitet og møde andre unge fra forskellige miljøer, samtidig med at de modtog en kristen påvirkning. Den 30. november 1852 blev Unionen den lokale afdeling af Unions chrétiennes de jeunes gens (UCJG), svarende til det danske KFUM, stiftet. Dunant blev afdelingens internationale sekretær og skaffede sig forbindelser over hele verden. Han var derfor centralt placeret, da han tre år senere deltog i dét møde i Paris, som blev starten på den internationale organisation YMCA. Han havde lavet udkast til organisationsvedtægter og havde stor indflydelse på at YMCA fik hovedsæde i Genève, hvor det befinder sig den dag i dag.
Som 14-årig blev Dunant nødt til at forlade Collège de Geneva på grund af dårlige karakterer. Han kom derefter i lære i valutahandelsfirmaet Lullin og Sautter og fortsatte efter udstået læretid som medarbejder i banken.
I 1853 sendte Lullin og Sautter Dunant til Algeriet, Tunesien og Sicilien for at løse opgaver for et selskab: Compagnie genevoise des Colonies de Sétif, der interesserede sig for området omkring Sétif på Algeriets Nordkyst. Til trods for, at han ikke havde megen erfaring, fuldførte Dunant opgaven. Inspireret af rejsen skrev han desuden bogen Notice sur la Régence de Tunis, udgivet i 1858.
I 1856 grundlagde Dunant et firma med henblik på at drive forretning i fremmede kolonier; efter at have fået koncession på et landområde i det franskokkuperede Algeriet åbnede han et andet firma, som arbejdede med kornproduktion og -distribution. Dette hed Société financière et industrielle des Moulins des Mons-Djémila. Imidlertid var land- og vandrettighederne ikke bevilget, og Frankrig var ikke særlig indstillet på samarbejde. Som et resultat af dette bestemte Dunant sig for at anke direkte til den franske kejser, Napoleon 3., som sammen med sin hær befandt sig i Lombardiet. Frankrig kæmpede sammen med Kongedømmet Sardinien mod Østrig, som havde okkuperet store dele af det nuværende Italien, og Napoleons hovedkvarter var i landsbyen Solferino. Dunant skrev en smigrende bog fuld af lovord om Napoleon 3. med den hensigt at præsentere den for kejseren personligt, og han bestemte sig for at drage til Solferino for at møde ham.

### Slaget ved Solferino
Dunant ankom til Solferino om aftenen den 24. juni 1859, samme dag som et stort slag mellem de to sider i konflikten havde fundet sted. 38.000 sårede, døende og døde lå tilbage på slagmarken, og der blev kun gjort lidt for at bøde på skaderne. Dunant tog selv initiativ til at organisere lokalbefolkningen – specielt kvinder i alle aldre – til at hjælpe de syge og sårede soldater. De manglede imidlertid materiel og forsyninger, så Dunant måtte organisere indkøb af hvad, de havde brug for, samt etablering af midlertidige sygehuse, bl.a. i en af byens kirker. Han overbeviste sine hjælpere om, at de skulle yde hjælp til alle, uafhængigt af hvilken side i konflikten, de kæmpede for – noget han gjorde under sloganet "Tutti Fratelli" (frit oversat: "De er alle vore brødre"). Han blev hjulpet af kvinder fra den lille by Castiglione delle Stiviere, der lå i nærheden, og det lykkedes ham at få frigivet tilfangetagne østrigske læger, så disse kunne tage sig af de sårede.
Dunant havde fulgt Krimkrigen få år tidligere og var fuld af beundring over Florence Nightingale og hendes arbejde der, som havde forberedt ham på, at kunne gribe ind. I Solferino blev han kaldt "manden i hvidt", fordi han var iført hvidt sommertøj – en parallel til Florence Nightingale, der blev kaldt "den hvide engel".

### Røde Kors
Tilbage i Genève skrev Dunant bogen Un Souvenir de Solferino (Minder fra Solferino), og den blev udgivet i 1862 i et oplag på 1600. Dunant dækkede selv omkostningerne ved trykningen; bogen var en stærk skildring af slaget, tabene og de efterfølgende kaotiske tilstande. Han skabte også idéen om, at der i fremtiden burde eksistere en neutral organisation til at tage sig af sårede soldater. Han distribuerede bogen til ledende politikere og højtstående militære ledere i Europa.
Dunant begyndte også en rejse gennem Europa for at fremme sine idéer. Hans bog blev godt modtaget, og præsidenten for Société genevoise d'utilité publique (Genèves forening for offentlig velfærd), juristen Gustave Moynier, gjorde bogen og dens forslag til et tema under et møde i organisationen den 9. februar 1863. Dunants anbefalinger blev gransket og positivt modtaget af medlemmerne, som dannede en komité med fem medlemmer, der skulle se på muligheden for at føre idéen ud i livet. De fem var – udover Moynier og Dunant – general Henri Dufour og lægerne Louis Appia og Théodore Maunoir. Deres første møde blev holdt den 17. februar 1863, som i dag opfattes som stiftelsesdagen for Røde Kors.
Moynier og Dunant havde allerede tidligt i samarbejdet uenigheder og konflikter angående deres visioner og planer. Moynier mente, at Dunants idé om at etablere neutral beskyttelse for sygeplejepersonale var urealistisk, så han anbefalede Dunant ikke at insistere på dette koncept. Men Dunant fortsatte med at tale for sin idé under sine møder med højtstående politikere og militære ledere. Dette øgede konfliktniveauet mellem Moynier – som havde en noget pragmatisk holdning til projektet – og Dunant, som var den visionære idealist blandt de fem. Dette førte til, at Moynier forsøgte at angribe Dunant og hans ønske om lederskab.
I oktober 1863 deltog fjorten stater i et møde i Genève, organiseret af komitéen med den hensigt at diskutere forbedringer i behandlingen af sårede soldater. Dunant blev dog kun protokolfører på grund af Moyniers anstrengelser for at undergrave hans rolle. Et år senere arrangerede den schweiziske regering en konference for 13 stater, som førte til undertegnelsen af den første Genève-konvention. Igen var Dunant henvist til en mindre rolle med ansvaret for indkvarteringen af deltagerne.

### "Den glemte periode"
Det gik dårligt med Dunants forretninger i Algeriet, til dels på grund af hans kredsen om sine idéer. En konkurs i banken Crédit Genevois i april 1867 førte til en skandale, som involverede Dunant. Han måtte erklære sig konkurs og blev efterfølgende dømt af handelsretten i Genève den 17. august 1868 for vildledende manøvrer under konkursbehandlingen. Familien og mange af vennerne havde gjort store investeringer i hans virksomhed og led ligesom Dunant selv store tab. Folkesnakken blandt indbyggerne i Genève – en by med dybe rødder i calvinistiske traditioner – førte også til, at han gradvis måtte træde ud af Røde Korskomitéen. Den 25. august 1867 trak han sig fra sekretærposten, og 8. september var han helt ude af komitéen.
Antoinette Dunant-Colladon, Dunants mor, døde i februar 1868. Senere samme år blev han også bortvist fra YMCA, og i marts 1867 forlod han Genève for aldrig siden at vende tilbage. I de efterfølgende år sørgede Moynier for, at Dunant ikke blev tilbudt hjælp eller støtte fra sine venner. For eksempel gik guldmedaljeprisen "Science Morales" ikke som planlagt til Dunant, men til både Moynier, Dufour og Dunant, således at pengebeløbet – i stedet for at gå til Dunant personligt – gik til komitéen i sin helhed. Napoleon 3.'s tilbud om at stille sikkerhed for halvdelen af Dunants gæld, hvis hans venner ville gøre det samme, blev også stærkt modarbejdet af Moynier.
Dunant flyttede til Paris, hvor han levede under fattige og elendige forhold. Alligevel fortsatte han arbejdet for sine humanitære idéer og planer, og under den fransk-preussiske krig (1870-1871) grundlagde han Common Relief Society (Allgemeine Fürsorgegesellschaft), og lige efter Alliance universelle de l'ordre et de la civilisation (Verdensalliancen for Orden og Civilisation). Han argumenterede desuden for nedrustningsforhandlinger og for at danne en international ret, som kunne mægle i internationale konflikter. Senere arbejdede han for at oprette et verdensbibliotek; en idé, som har spredt sig til fremtidige projekter som UNESCO. Han talte også for at oprette en jødisk stat i Palæstina.
Hans opofrelse og arbejde med at sprede sine idéer tog al hans opmærksomhed, hvilket førte til, at han fortsatte med at forsømme sig selv og sit behov for indtægter. Hans gæld blev stadig større, og hans bekendte undgik ham og trak sig stadigt længere væk fra ham. Selv om han blev udnævnt til æresmedlem af de nationale Røde Kors-foreninger i Østrig, Nederland, Sverige, Preussen og Spanien, blev han næsten glemt i de offentlige foredrag i Røde Kors-bevægelsen. Selv om bevægelsen stadig voksede i omfang og bredte sig til nye lande, levede han i fattigdom og flyttede i perioden 1874-1886 stadig til nye steder, blandt andet Stuttgart, Rom, Korfu, Basel, og Karlsruhe. I Stuttgart mødte han studenten Rudolf Müller, som læste ved universitetet i Tübingen, og de to blev nære venner. I 1881 drog han for første gang til den lille landsby Heiden i Schweiz sammen med venner fra Stuttgart. Mens han boede i London (1887), fik han en månedlig økonomisk støtte fra fjerne familiemedlemmer, der betød, at han havde til livets opretholdelse. Han flyttede til Heiden i juli, og herefter tilbragte han resten af sit liv dér. Efter 30. april 1892 boede han på et sygehus og plejehjem, ledet af Dr. Hermann Altherr.
I Heiden mødte han den unge lærer Wilhelm Sonderegger og dennes kone, Susanna, som opmuntrede ham til at nedskrive sine livserfaringer. Susanna oprettede en lokalforening af Røde Kors i Heiden, og i 1890 blev Dunant ærespræsident. Dunants håb om fortsat at kunne arbejde for sine idéer voksede ved bekendtskabet med Sonderegger, og han ønskede at lave en ny udgave af sin bog. Men deres venskab kølnedes på grund af Dunants uretfærdige anklager om, at Sonderegger konspirerede med Moynier i Geneve. Sonderegger døde i 1904, kun 42 år gammel. Til trods for deres anstrengte venskab blev Dunant dybt bevæget over sin vens uventede død. Wilhelm og Susanna Sondereggers beundring for Dunant, selv efter hans beskyldninger, blev videreført til deres børn. I 1935 publicerede deres søn René en samling af breve fra Dunant til Sonderegger.

### Frem fra glemslen
Chefredaktør for lokalavisen i St. Gallen, Die Ostschweiz, Georg Baumberger, skrev en artikel om sit møde med grundlæggeren af Røde Kors, som han havde mødt under en spadseretur i Heiden en måned før. Artiklen med titlen Henri Dunant, grundlæggeren af Røde Kors, dukkede op i det tyske illustrerede magasin Über Land und Meer og blev snart trykt i andre publikationer rundt om i Europa. Artiklen bidrog til, at Dunant fik fornyet opmærksomhed og støtte. Han modtog den schweiziske Binet-Fendt-pris og et brev fra pave Leo XIII. Takket være støtte fra enken efter den russiske zar, Maria Feodorovna, og andre bidrag blev hans økonomiske situation meget bedre.
I 1897 skrev Rudolf Müller, som nu var lærer i Stuttgart, en bog om Røde Kors' opståen, hvori han korrigerede den officielle historie for at understrege Dunants rolle, og den indeholdt også teksten til Minder fra Solferino. Dunant begyndte en brevveksling med den østrigske forfatter og nobelprisvinder Bertha von Suttner og skrev flere artikler og tekster. Han var også særligt aktiv med hensyn til at skrive om kvindens rettigheder, og i 1897 deltog han i stiftelsen af kvindeorganisationen Grønne Kors.

### Nobels fredspris
I 1901 blev Dunant som den første tildelt Nobels Fredspris for sin rolle i grundlæggelsen af den internationale Røde Kors-bevægelse og Genèvekonventionerne. Den norske militærlæge Hans Daae, som havde modtaget et eksemplar af Rudolf Müllers bog, argumenterede stærkt for Dunants kandidatur overfor Nobelkomitéen. Prisen blev tildelt i fællesskab med den franske pacifist Frédéric Passy, grundlæggeren af fredsligaen og aktiv sammen med Dunant i Alliancen for orden og civilisation. De officielle gratulationer, han modtog fra den internationale komité, markerede genoprettelsen af Dunants ry:
| Citat | Der er ingen anden mand, som fortjener denne ære, for det var dig, der for fyrre år siden lagde grundstenen til den internationale organisation for lindring af de såredes lidelser på slagmarken. Uden dig ville tilblivelsen af Røde Kors, den suverænt største humanitære præstation i det nittende århundrede, sandsynligvis ikke have fundet sted | Citat |
|       | |       |

Moynier og den internationale komité som helhed var også nomineret til prisen. Selv om Dunant nød støtte i et bredt forum under udvælgelsesprocessen, var han fortsat en kontroversiel kandidat. Nogle fremførte det argument, at Røde Kors og Genèvekonventionen havde gjort krig mere attraktiv og mulig ved at eliminere en del af lidelserne. Derfor skrev Rudolf Müller et brev til komitéen, hvor han argumenterede for, at prisen skulle deles mellem Dunant og Passy, som for andres vedkommende var den bedste kandidat til prisen. Müller foreslog også, at prisen blev garanteret Dunant. Den burde gives straks på grund af Dunants dårlige helbred og høje alder.
Ved at dele prisen mellem pacifisten Passy og humanisten Dunant satte Nobelkomitéen en standard for kriterier, som fik konsekvenser for tildelingen af prisen i fremtiden. Nobels testamente havde pointeret, at prisen skulle gå til en person, som havde arbejdet for at minimere eller nedruste hærstyrker og direkte stået for fredskonferencer – hvilket gjorde Passy til et naturligt valg på grund af hans fredsarbejde. På den anden side blev den tydelige påskønnelse af humanitær indsats anset som en bred tolkning af Nobels testamente. I en anden del af testamentet pegede prisen nemlig mod den person, som bedst havde øget "broderskabet mellem mennesker", hvilket på generelt grundlag kunne sætte humanitært arbejde i direkte sammenhæng med fredsarbejde (mange modtagere af Nobels fredspris i de senere år kan placeres i én af disse to kategorier på grundlag af Nobelkomitéens afgørelse i 1901).
Det lykkedes Hans Daae at placere Dunants del af prisbeløbet, 104.000 schweizerfranc, i en norsk bank og forhindre, at Dunants kreditorer fik adgang til pengene. Dunant brugte aldrig en øre af pengene i løbet af sit liv.

## Død og eftermæle
Blandt flere andre æresbevisninger i de efterfølgende år blev Dunant i 1903 udnævnt til æresdoktor ved det medicinske fakultet ved Universitetet i Heidelberg. Han boede på et sygehjem til han døde, og i de sidste år af sit liv led han af depression og paranoia på grund af forfølgelsen fra sine kreditorer og Moynier. Der var dage, hvor han insisterede på, at kokken på sygehjemmet skulle smage på maden, mens han så på, for at beskytte ham mod muligheden for forgiftning. Selv om han fortsatte med at bekende sig til den kristne tro, afviste han med foragt calvinismen og tolkede religion på et alment grundlag. Ifølge sygeplejerskerne var hans sidste handling at sende en kopi af Müllers bog til den italienske dronning med en personlig hilsen. Han døde 30. oktober 1910 klokken 22 om aftenen. Ironisk nok overlevede han kun Moynier med to måneder – til trods for ICRC's gratulationer blev de to aldrig forsonet.
I overensstemmelse med sine ønsker blev han begravet uden nogen højtidelighed på Sihlfeld kirkegård i Zürich. I sit testamente skænkede han penge til plejehjemmet i Heiden for at sikre, at der altid stod en seng klar til en fattig indbygger fra regionen. Han testamenterede også penge til venner og velgørende organisationer i Norge og Schweiz. De resterende midler gik til hans kreditorer for delvis at indfri hans gæld. At han aldrig fik mulighed for at indfri hele sin gæld var en stor byrde for ham helt til hans død.
Hans fødselsdag 8. maj bliver fejret som Verdens Røde Kors og Røde Halvmåne-dag. Sygehjemmets bygning er i dag Henry Dunant-museum. I Genève og andre steder er utallige gader, gadehjørner og skoler opkaldt efter ham, og Røde Kors-bevægelsens højeste udmærkelse, Henry Dunant-medaljen, uddeles hvert andet år af den siddende bestyrelse for det Internationale Røde Kors og Røde Kors-bevægelsen.